# Самопотапање немачке Океанске флоте у Скапа Флоу
Самопотапање немачке Океанске флоте у Скапа Флоу се догодило у бази Краљевске морнарице у Скапа Флоуу, Шкотска, по завршетку Првог светског рата. Немачка Флота високог мора је била тамо интернирана по условима примирја, док се преговарало о судбини бродова. Страхујући да ће сви бродови бити преотети и подељени међу савезничким силама, немачки заповедник адмирал Лудвиг фон Ројтер је одлучио да потопи флоту.
Самопотапање је извршено 21. јуна 1919. Британски бродови који су их чували су интервенисали и успели су да спасу неколико бродова, али је 52 од 74 брода потопљено. Многе од олупина су извучене у следеће две деценије и одвучене су за изрезивање. Они који су остали су постали популарни локалитети за роњење.
По одредби уговора о примирју на мору, немачка Океанаска флота је требало да отплови у британске воде и тамо се преда британској Краљевској морнарици. Са палубе америчког бојног брода „Њујорк“ (енгл. USS „New York“) један млади поручник је посматрао и живо описао призор како је Океанска флота долазила да се преда ујутро 21. новембра 1918. г.:
„Малена крстарица „Кардиф“ (енгл. „HMS Cardiff“), теглећи привезани балон води велики немачки бојни крсташ „Зајдлиц“ на челу колоне између наших линија. Редом пролазе -„Дерфлингер“, „Фон дер Тан“, „Хинденбург“, „Молтке“ – као на паради. Ниско Сунце се одражава на њиховим отрцаним боковима. Њихови огромни непомични топови пролазе један за другим. То је призор из наших снова, призор за краљеве! Та дуга, ниска глатка чудовишта, која смо приказивалу у пламену ккао бљују ватру и бес, плове попут мирољубивих трговачких бродова по мирном мору. Дуги низ бојних бродова, на челу са бојним бродом „Фридрих дер Гросе“, на коме се вије застава адмирла фон Ројтера који је командовао целом флотом, „Кениг Алберт“, „Кајзер“, „Кронпринц Вилхелм“, „Кајзерин“, „Бајерн“, „Маркграф“, „Принц Регент Луитполд“, „Гросер Курфирст“ следе у формације – моћни на изглед, опасни у бици, бедни у поразу ...“
Ту је било сажаљевања али и љутње, стида и презира према морнарици која се толико била понизила. У ствари, многи официри бритнаске Велике флоте су се надали у потаји да ће немачка Океанска флота стићи у Скапа Флоу грмећи из топова. Контраадмирал Дејвид Бити, командант Велике флоте, скривао је искрено разочарање професионалним презиром када је изјавио: „Нисмо се надали да ћемо их последњи пут видети као велику силу кад их Велика флота буде окупила као стадо оваца. Био је то бедан призор; у ствари желим рећи да то био страшан призор ... “
Британски морнарички официри су остали напросто запањени када су се попели на немачке ратне бродове – бродови прљави, посаде такође, утучене, зловољне, ни трага дисциплини. Многи немачки поморски официри су били скинули царске ознаке са униформи. И том призору апсолутне потиштености један британски официр је успео да нађе разлог зашто је то тако: „По изјави једног од људи са „Зајдлица“, морнари су радије одлучили да побуне но да се опет боре после тешких губитака које је брод претрпео у бици код Јиланда“.
Ипак, то је била прелазна фаза а коначна слика потпуног и, по немачку ратну морнарицу бедног, слома. Како су пролазили месеци у Скапа Флоуу се расположење Немаца постепено мењало. 31. маја 1919. године прославили су трогодишњицу битке код Јиланда црвеним и белим сигналним светлима и развили немачку ратну заставу заједно са црвеном. Британски адмирал Фриментал (енгл. Fremantle), „чувар“ Океанске флоте, приметио је да изгледа како „они примају судбину покорном равнодушношћу али на крају и у духу незадовољства“ – ако не због другог а оно зато што им је дозлогрдило да у њих као у животиње буље групе радозналаца у чамцима.
Како се приближаво рок истицања примирја и ратификација одредби Версајског мировног уговора о морнарици, адмирал Лудвиг фон Ројтер се у споразуму са Берлином припремао за једну „офанзивну акцију“ која је преостала његовој разоружаној непокретној флоти – самоубиство самопотапањем.
Ништа не слутећи да фон Ројтер припрема такав очајнички потез, Фриментал је ујутро 21. јуна 1919. године испловио на завршни низ маневарских вежби. Неслужбено је обавестио фон Ројтера да је примирје продужено од поднева 21. јуна до 19:00 часова 23. јуна. Али фон Ројтер је већ био испланирао да се велико потапање подудари са часом истицања примирја, а вест да ће Фриментал бити 21. јуна на мору само је учврстила његову одлуку.
У 10:20 часова, 21. јуна фон Ројтеров брод – бојни брод „Фридрих дер Гросе“ – развио је унапред договорени сигнал „Параграф II - потврди“. То је био унапред договорени сигнал за „Припреми се за потапање“. Затим, у 11:20 часова: „Услов Z - потапај“. Немачке заставе су се завијорила на врховима свих јарбола када је море већ почело да продире кроз вентиле и да плави бродове. За један час све је било окончано. Фрименталови бродови су били обавештени о потапању у 12:20 часова када су први бродови већ нестајали, а стигли су у Скапа Флоуу прекасно да нешто учине. 15 од 16 највећих немачких бродова је отишло на дно. Бојни брод „Баден“ је касније био извучен на обалу а затим оспособљен за пловидбу. Љутите патроле британских краљевских маринаца јуриле су са брода на брод пуцајући када су то сматрале за сходно: убиле су десет Немаца, а међу њима капетана бојног брода „Маркграфа“, Валтера Шумана (нем. Walter Schumann) као и првог официра Хермана Дитмана, док су шеснаесторицу раниле. Они су били последње жртве Првог светског рата.
„Био је то величанствен призор“, забележио је један од официра немачког разарача. „По целом простарном заливу бродови су били у различитим фазама тоњења ... После свих непријатности предаје, Океанска флота је лежала мртва на дну од сопсвене руке. Њене посаде су ипак добиле своју последњу битку. Њене бродове неће делити победници. “
Британци су, наравно, реаговали подругљивим сарказмом и презиром према ономе што су са правом сматрали немачким вероломством. Али за немачку ратну морнарицу Скапа Флоуу је постао симбол пркоса, наде у будућност, поништења ако не и брисања срамоте предаје.
Расправе на ту тему ће пламтети годинама, али у духу изјаве вицеадмирала Рајнхарда Шера није било сумње да догађај у Скапа Флоуу означава не крај него препород: „Радујем се потапању немачке флоте у Скапа Флоуу ... смрад предаје је скинут са амблема немачке флоте. Потапање бродова је доказало да дух флоте није мртав. Овај последњи чин је веран традицијама немачке ратне морнарице.“